# Psalmopoeus reduncus
Psalmopoeus reduncus ist eine baumbewohnende Vogelspinnenart aus Costa Rica. Sie wird selten in Terrarien gehalten. Sie wurde 1880 vom deutschen Arachnologen Ferdinand Karsch noch als Tapinauchenius-Art beschrieben. Die von G. Witt 1996 beschriebene Art Psalmopoeus maya wurde 2008 mit P. reduncus synonymisiert.

## Merkmale
Psalmopoeus reduncus ist ein kleinerer Vertreter der Gattung Psalmopoeus. Die Spinnen sind kompakt gebaut. Die Grundfarbe ist schokoladenbraun bis schwarz. Der Carapax ist heller als der Rest des Körpers und ist je nach Lichteinstrahlung hellbraun bis goldfarbend. Beim Holotyp-Männchen ist der Carapax 12 Millimeter lang und 12 Millimeter breit, beim Holotyp-Weibchen 16 Millimeter lang und 14 Millimeter breit. Durch die starke und dichte Behaarung erscheinen die Männchen größer als die Weibchen. Die Unterseite des Männchens inklusive des vordersten Laufbeinpaares und der Femora der Taster ist beim Männchen samtbraun gefärbt. Die Unterseite des Weibchens inklusive der beiden vorderen Laufbeinpaare und der Taster bis Patellen und Tibia ist samtschwarz. Die Tibiaapophysen des Männchens sind stark nach außen gekrümmt und flach. Sie haben eine scharfe und gezähnte Vorderkante. „Reduncus“ ist Lateinisch und bedeutet „zurückgekrümmt, ein- oder auswärts gebogen“ und spielt so auf die Tibiaapohysen an.
Die Nymphen und Jungtiere sind anders gefärbt als die ausgewachsenen Tiere. Psalmopoeus redunucus gleicht in keinem Entwicklungsstadium denjenigen der in Panama koexistierenden Art Psalmopoeus pulcher.

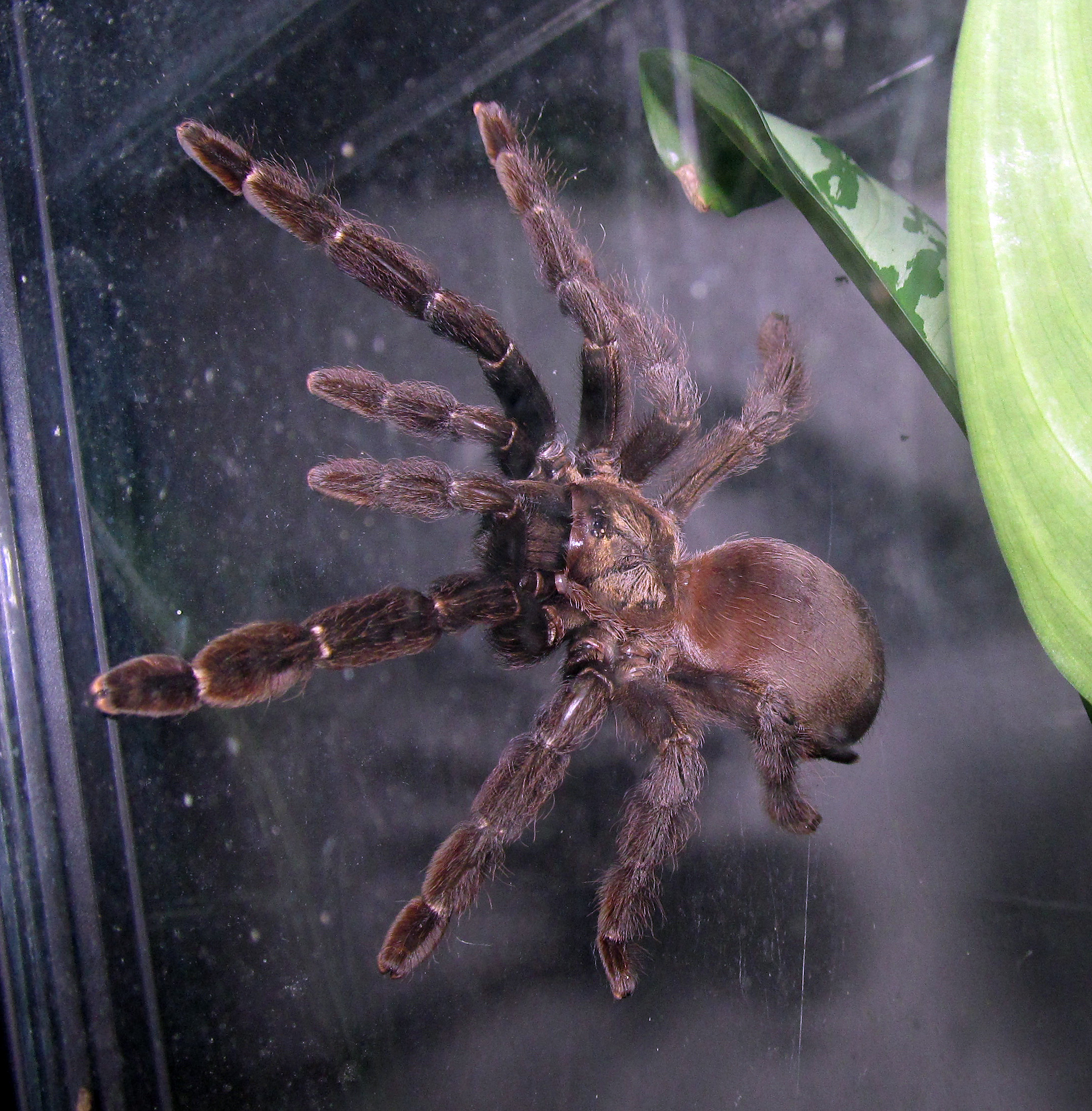
Weibchen
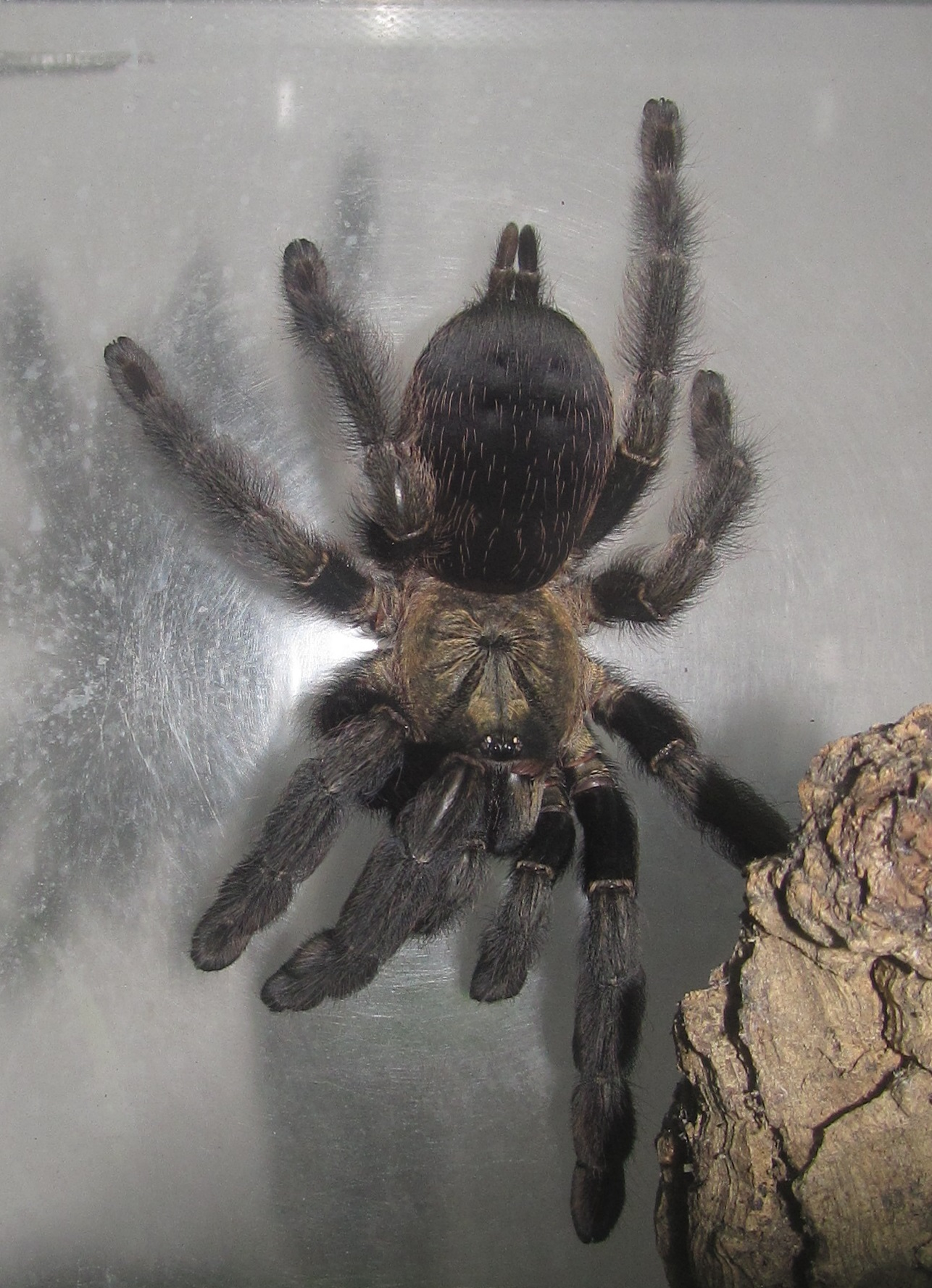
Weibchen
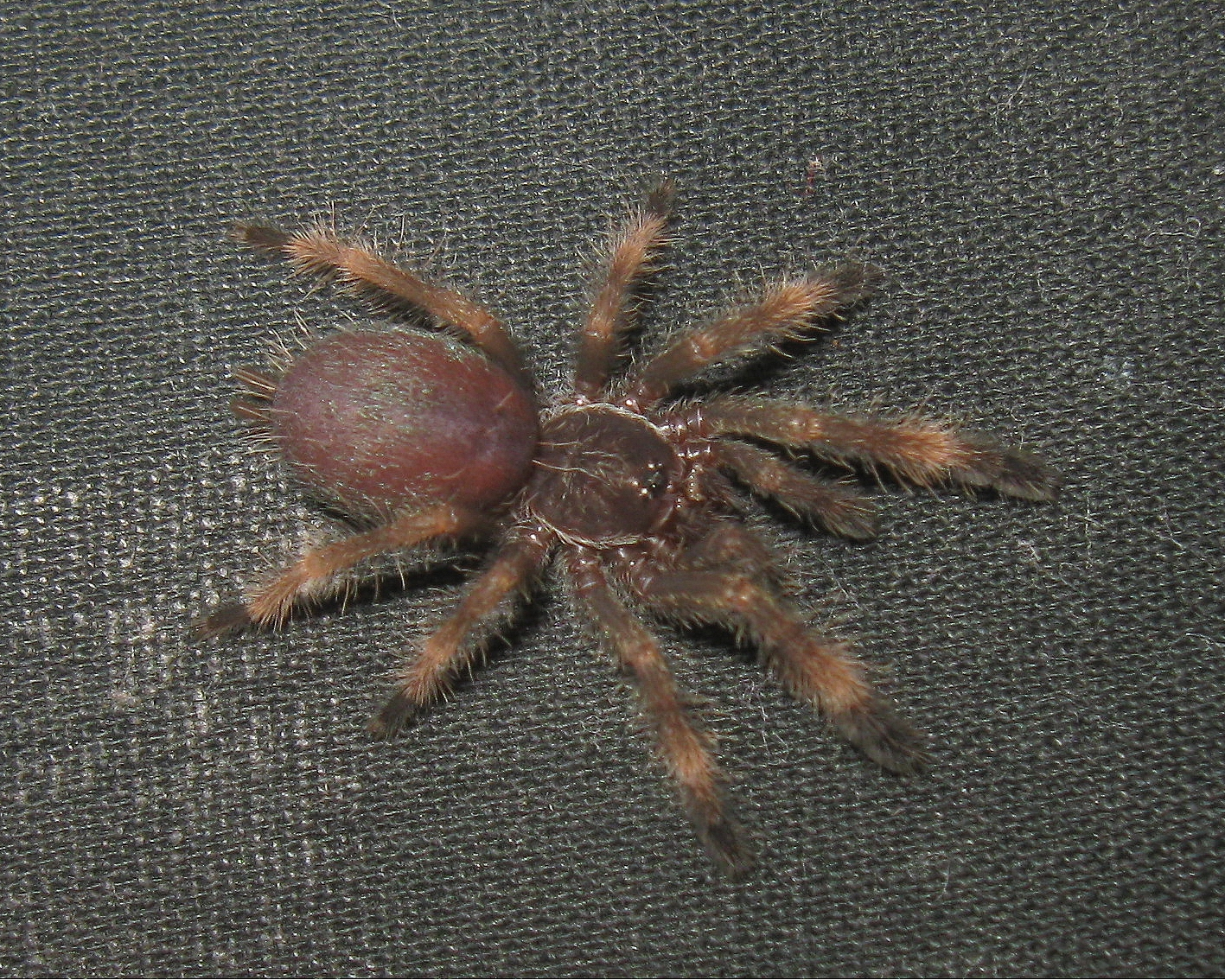
Spiderling

## Verhalten
Die Tiere spinnen in Baumspalten oder ähnlichen Schlupfwinkeln Wohnröhren. Wenn die Behausung an Bodennähe liegt, graben sich die Tiere auch in den Untergrund ein. Das abgegrabene Substrat wird dann vor den Eingang gebracht und mit Spinnseide befestigt. Bei Störungen reagieren die Spinnen sehr flink und verstecken sich schnell.
Die Verpaarung in Gefangenschaft läuft nicht aggressiv ab. Nach etwa vier bis sechs Wochen baut das Weibchen einen Kokon mit ca. hundert Eiern. Manchmal bauen die Weibchen auch ohne nochmalige Begattung einen zweiten Kokon, der allerdings weniger Eier beinhaltet. Die Spiderlinge wachsen bei genügend Nahrungsangebot sehr schnell und sind in zwei bis drei Jahren geschlechtsreif.

## Systematik
Gunther Witt beschrieb 1996 eine neue Psalmopoeus-Art in Panama als Psalmopoeus maya. Die Hauptunterschiede zu Psalmopoeus reduncus waren die dünklere Färbung und das nördlichere Verbreitungsgebiet. Während einer Expedition im Jahr 2008 fand Ray Gabriel in der Lost & Found Eco Lodge in Panama eine jugendliche Psalmopoeus reduncus, die die identische Färbung wie P. maya aufweist. Gabriel fing bereits früher dunkler gefärbte Exemplare von P. reduncus. Da weder die Färbung noch der Fundort gültige taxonomische Merkmale zur Unterscheidung von Vogelspinnenarten sind, verwarf er den Artstatus von P. maya.